# Claude Brasseur
Claude Brasseur, de seu verdadeiro nome Claude Espinasse (Neuilly-sur-Seine, 15 de junho de 1936 – 22 de dezembro de 2020) foi um ator francês, protagonista de uma extensa lista de filmes, muitos deles de sucesso internacional.

## Biografia
Filho de um casal de atores, cedo Brasseur encontrou a sua vocação, entrando para o Conservatório onde cursou artes dramáticas. Iniciou-se no teatro, em 1954, na peça Judas de Marcel Pagnol. Paralelamente à sua carreira no cinema, também atuou bastante em televisão, participando em numerosas séries e telefilmes.
Foi agraciado com dois prêmios César, dos quais um de melhor ator coadjuvante em 1977 por Un éléphant ça trompe énormément e outro de melhor ator em 1980 por La guerre des polices.
Para além da atuação, Brasseur também se notabilizou no autobilismo, tendo inclusivamente participado como co-piloto de Jacky Ickx, na edição de 1983 do rali Paris-Dakar.
Morreu em 22 de dezembro de 2020, aos 84 anos.

## Prêmios

### Prêmio César
- 1977 Melhor ator coadjuvante, Un éléphant ça trompe énormément
- 1980 Melhor ator, La guerre des polices

## Filmografia
| Ano  | Título original                           | Diretor                  |
| ---- | ----------------------------------------- | ------------------------ |
| 1956 | Le pays d'où je viens                     | Marcel Carné             |
| 1956 | L'amour descend du ciel                   | Maurice Cam              |
| 1959 | Les yeux sans visage                      | Georges Franju           |
| 1959 | Rue des prairies                          | Denys de la Patellière   |
| 1959 | La verte moisson                          | François Villiers        |
| 1960 | Pierrot la tendresse                      | François Villiers        |
| 1960 | Les distractions                          | Jacques Dupont           |
| 1961 | La bride sur le coup                      | Jean Aurel e Roger Vadim |
| 1961 | Les menteurs                              | Édmond T. Gréville       |
| 1962 | Le caporal épinglé                        | Jean Renoir              |
| 1962 | Les ennemis                               | Édouard Molinaro         |
| 1962 | Les sept péchés capitaux segmento L'envie | Édouard Molinaro         |
| 1962 | Un clair de lune à Mauberge               | Jean A. Chérasse         |
| 1962 | Nous irons à Deauville                    | Francis Rigaud           |
| 1963 | Germinal                                  | Yves Allégret            |
| 1963 | Peau de banane                            | Marcel Ophüls            |
| 1963 | La soupe aux poulets                      | Philippe Agostini        |
| 1963 | Dragées au poivre                         | Jacques Baratier         |
| 1964 | L'enfer                                   | Henri-Georges Clouzot    |
| 1964 | Lucky Jo                                  | Michel Deville           |
| 1964 | La bonne occase                           | Michel Drach             |
| 1964 | Bande à part                              | Jean-Luc Godard          |
| 1965 | Du Rififi à Paname                        | Denys de la Patellière   |
| 1966 | Le chien fou                              | Eddy Matalon             |
| 1967 | Un homme de trop                          | Costa-Gavras             |
| 1968 | La chasse royale                          | François Leterrier       |
| 1969 | Catherine, il suffit d'un amour           | Bernard Borderie         |
| 1969 | Le portrait de Marianne                   | Daniel Goldenberg        |
| 1970 | Trop petit mon ami                        | Eddy Matalon             |
| 1971 | Un cave                                   | Gilles Grangier          |
| 1972 | Une belle fille comme moi                 | François Truffaut        |
| 1972 | Le viager                                 | Pierre Tchernia          |
| 1973 | Bel ordure                                | Jean Marboeuf            |
| 1973 | Gli eroi                                  | Duccio Tessari           |
| 1974 | Les seins de glace                        | Georges Lautner          |
| 1974 | L'agression                               | Gérard Pirès             |
| 1975 | Il faut vivre dangereusement              | Claude Makovski          |
| 1975 | Attention les yeux                        | Gérard Pirès             |
| 1976 | Le guêpier                                | Roger Pigaut             |
| 1976 | Le grand escogriffe                       | Claude Pinoteau          |
| 1976 | Barocco                                   | André Téchiné            |
| 1977 | Un éléphant ça trompe énormément          | Yves Robert              |
| 1977 | Monsieur Papa                             | Philippe Monnier         |
| 1977 | Nous irons tous au paradis                | Yves Robert              |
| 1978 | L'état sauvage                            | Francis Girod            |
| 1978 | L'argent des autres                       | Christian de Chalonge    |
| 1978 | Une histoire simple                       | Claude Sautet            |
| 1978 | Aragosta a colazione                      | Giorgio Capitani         |
| 1979 | Ils sont grands ces petits                | Joël Santoni             |
| 1979 | Au revoir, à lundi                        | Maurice Dugowson         |
| 1979 | La guerre des polices                     | Robin Davis              |
| 1980 | Quando la coppia scoppia                  | Steno                    |
| 1980 | La banquière                              | Francis Girod            |
| 1980 | La boum                                   | Claude Pinoteau          |
| 1980 | Une robe noire pour un tueur              | José Giovanni            |
| 1981 | Une affaire d'hommes                      | Nicolas Ribowski         |
| 1981 | L'ombre rouge                             | Jean-Louis Comolli       |
| 1982 | Guy de Maupassant                         | Michel Drach             |
| 1982 | Josepha                                   | Christopher Frank        |
| 1982 | Legitime violence                         | Serge Leroy              |
| 1982 | La boum 2                                 | Claude Pinoteau          |
| 1983 | T'es heureuse... moi toujours             | Jean Marboeuf            |
| 1983 | La crime                                  | Philippe Labro           |
| 1983 | Signes extérieurs de richesse             | Jacques Monnet           |
| 1984 | Le léopard                                | Jean-Claude Sussfeld     |
| 1984 | Souvenirs souvenirs                       | Ariel Zeitoun            |
| 1985 | Palace                                    | Édouard Molinaro         |
| 1985 | Détective                                 | Jean-Luc Godard          |
| 1985 | Les loups entre eux                       | José Giovanni            |
| 1986 | La gitane                                 | Philippe de Broca        |
| 1986 | Taxi boy                                  | Alain Page               |
| 1986 | Descente aux enfers                       | Francis Girod            |
| 1987 | Dandin                                    | Roger Planchon           |
| 1988 | L'argent (TV)                             | Jacques Rouffio          |
| 1989 | Radio Corbeau                             | Yves Boisset             |
| 1989 | L'union sacrée                            | Alexandre Arcady         |
| 1989 | L'orchestre rouge                         | Jacques Rouffio          |
| 1990 | Dancing machine                           | Gilles Béhat             |
| 1991 | Sale comme un ange                        | Catherine Breillat       |
| 1992 | Le bal des casse-pieds                    | Yves Robert              |
| 1992 | Le souper                                 | Édouard Molinaro         |
| 1993 | Un, deux, trois, soleil                   | Bertrand Blier           |
| 1993 | O fio do horizonte                        | Fernando Lopes           |
| 1994 | Délit mineur                              | Francis Girod            |
| 1997 | L'autre côté de la mer                    | Dominique Cabrera        |
| 1998 | Matrimoni                                 | Cristina Comencini       |
| 1999 | Le plus beau pays du monde                | Marcel Bluwal            |
| 1999 | Fait d'hiver                              | Robert Enrico            |
| 1999 | Véga                                      | Laurent Haynemann        |
| 1999 | La débandade                              | Claude Berri             |
| 2000 | La taule                                  | Alain Robak              |
| 2000 | Toreros                                   | Eric Barbier             |
| 2001 | Le lait de la tendresse humaine           | Dominique Cabrera        |
| 2003 | Chouchou                                  | Merzak Allouache         |
| 2004 | Malabar princess                          | Gilles Legrand           |
| 2005 | L'amour aux trousses                      | Philippe de Chauveron    |
| 2005 | Edda (TV)                                 | Giorgio Capitani         |
| 2006 | Fauteils d'orchestre                      | Danièle Thompson         |
| 2006 | Camping                                   | Fabien Onteniente        |
| 2006 | J'invente rien                            | Michel Leclerc           |
| 2006 | Les petites vacances                      | Olivier Peyon            |
| 2006 | Le héros de la famille                    | Thierry Klifa            |
| 2007 | Sa majesté Minor                          | Jean-Jacques Annaud      |
| 2007 | Les prédateurs (TV)                       | Lucas Belvaux            |
| 2018 | Tout le monde debout                      | Pai de Jocelyn           |